# Thallarcha fusa
Thallarcha fusa är en fjärilsart som beskrevs av George Francis Hampson 1900. Thallarcha fusa ingår i släktet Thallarcha och familjen björnspinnare. Inga underarter finns listade i Catalogue of Life.

## Bildgalleri

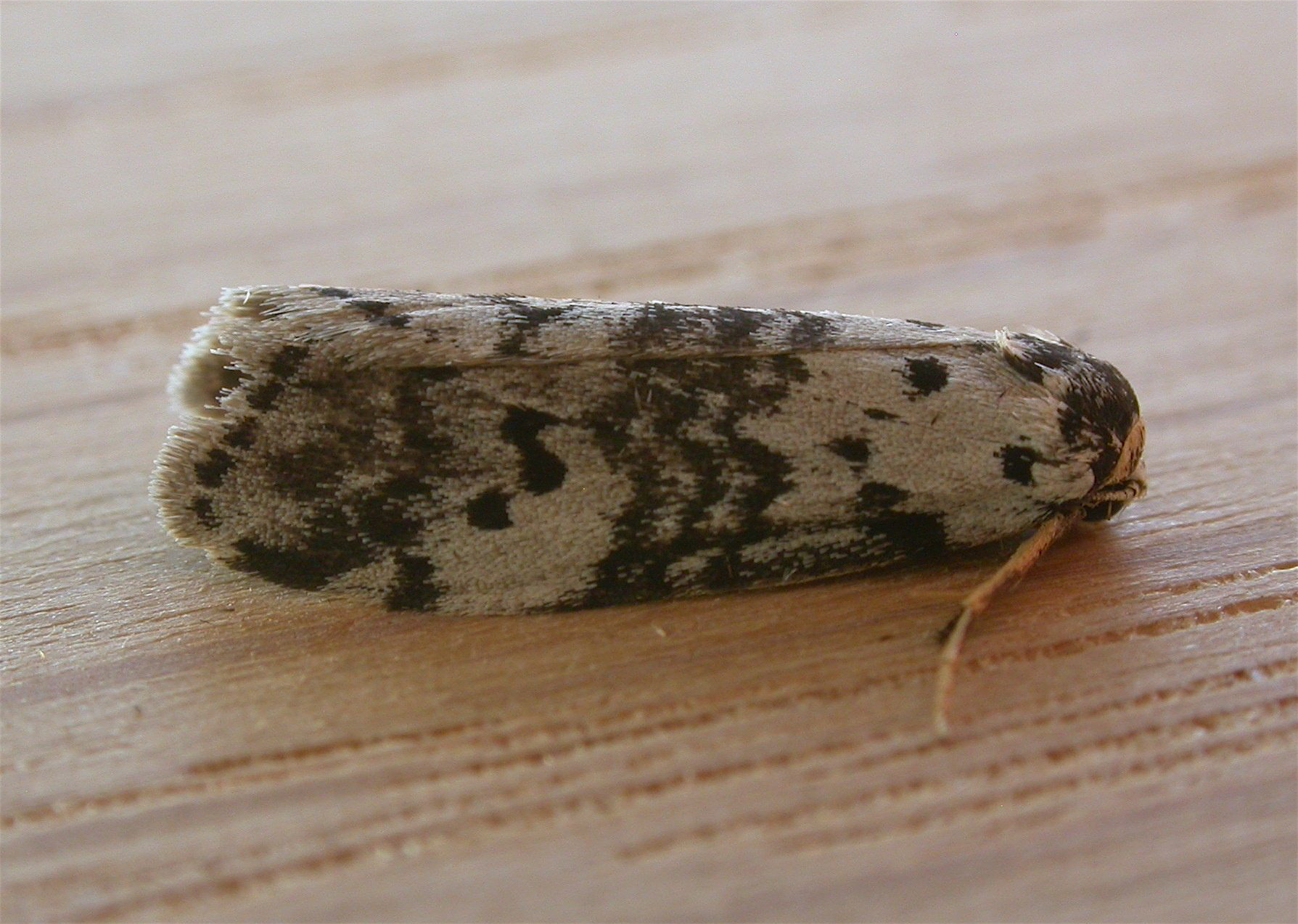